# Thermes de Constantin (Rome)
Ne doit pas être confondu avec les thermes de Constantin à Arles.
Les thermes de Constantin (en latin : Thermae Constantinianae ou Constantinianum lavacrum) sont les derniers grands thermes impériaux construits à Rome, sur le Quirinal, à l'instigation de Constantin Ier.

## Localisation
Les Régionnaires de Rome situent les thermes dans la Regio VI, dans la partie méridionale du plateau occupant le sommet du Quirinal. Ils occupent l'espace restreint délimité par le Vicus Longus, l'Alta Semita, le Clivus Salutis et le Vicus Laci Fundani. Comme les thermes sont construits sur les pentes de la colline, il a été nécessaire d'aménager auparavant une large plate-forme artificielle recouvrant les ruines des habitations plus anciennes des IIe, IIIe et IVe siècle.

## Histoire
Les thermes sont gravement endommagés lors d'un incendie puis d'un tremblement de terre. Ils sont remis en état en 443 par le préfet de la Ville Petronius Perpenna Magnus Quadratianus,. D'importants vestiges sont encore visibles au début du XVIe siècle, permettant aux architectes et artistes de cette époque d'établir des relevés. Ces ruines sont entièrement détruites entre 1605 et 1621 pour libérer l'espace nécessaire à la construction du Palazzo Rospigliosi. 

## Description
Étant donné les contraintes topographiques du site choisi pour la construction, le plan des thermes de Constantin diffère sensiblement du plan-type adopté par les autres thermes impériaux. L'édifice est orienté selon un axe nord-sud avec des entrées principales au centre du côté nord et sur le côté ouest. Comme les salles principales occupent tout l'espace entre les deux rues latérales, il n'y a pas de péribole comme pour les autres thermes impériaux. Il est remplacé par une enceinte qui s'étend plus loin que les salles balnéaires et qui se rejoignent au nord par un mur courbe. L'entrée occidentale est précédée d'une large volée de marches qui mènent du sommet de la colline jusqu'au Champ de Mars en contrebas. Le fait que le frigidarium soit construit sur un axe nord-sud et non est-ouest est une autre conséquence de l'adaptation à un espace limité. Le caldarium et le tepidarium, placés derrière le frigidarium, sont tous deux de formes circulaires.

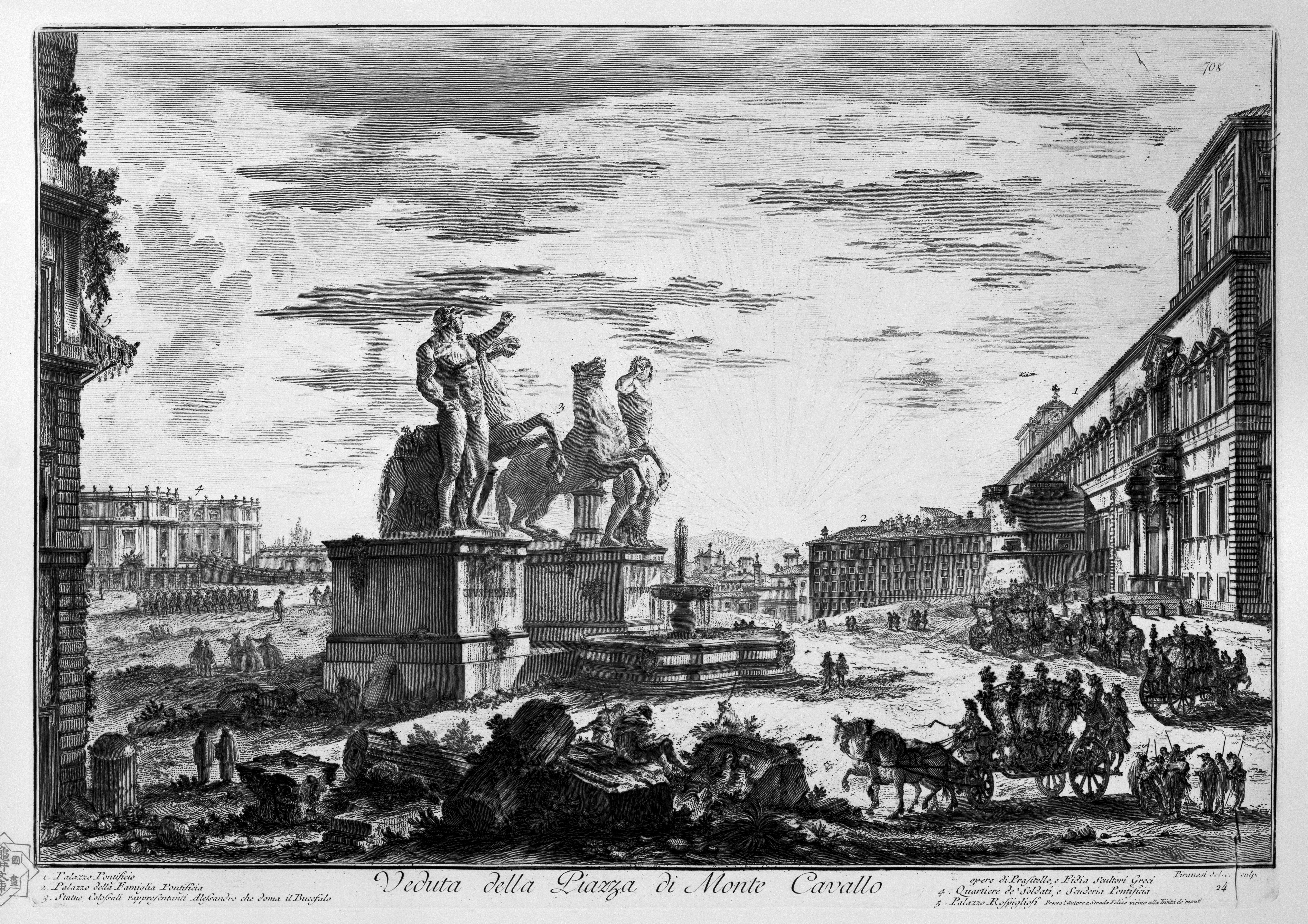
Les deux statues colossales sur une gravure du Piranèse.
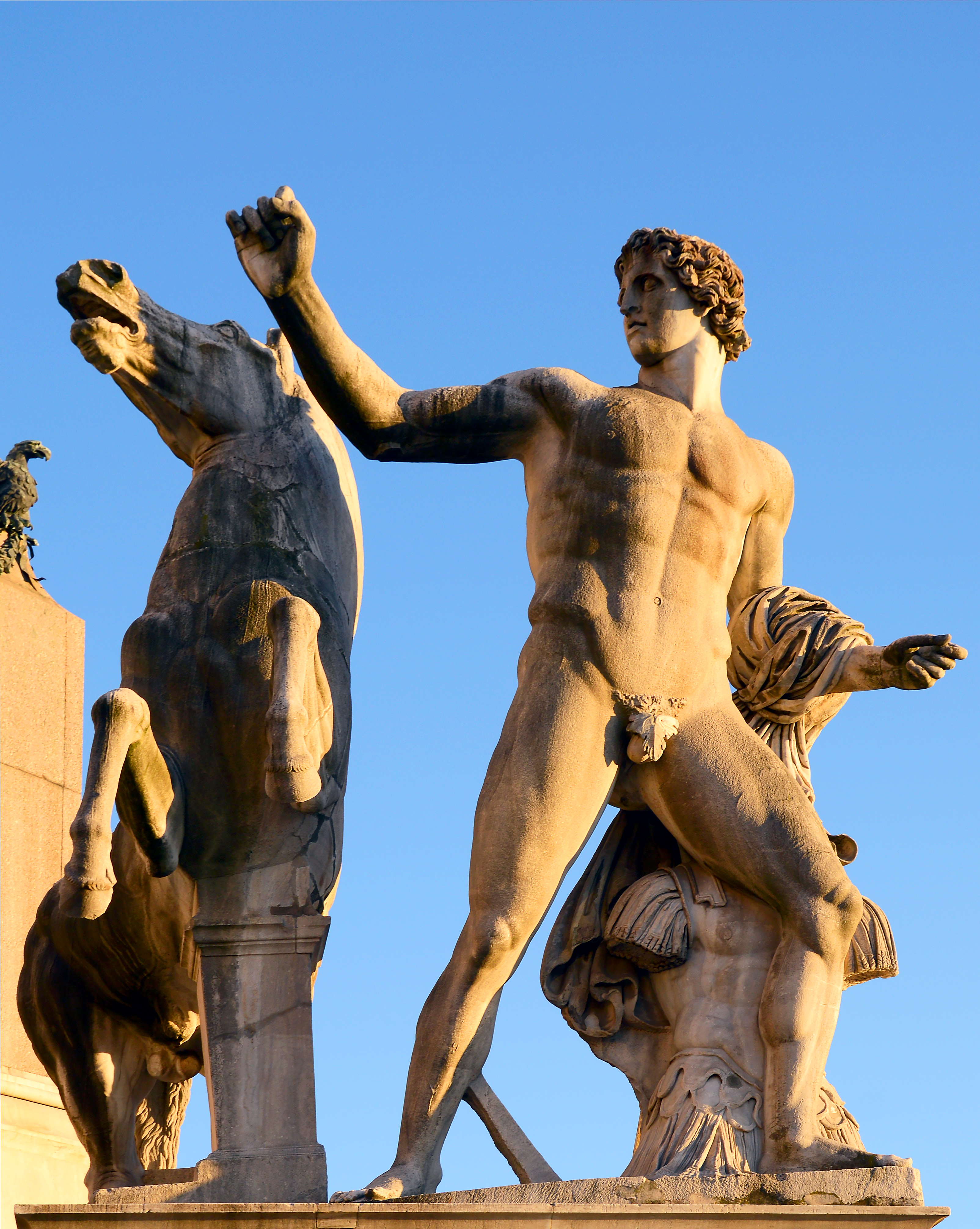
Une des statues sur la Fontana del Quirinale.

Quelques statues qui faisaient partie de la décoration de l'établissement balnéaire ont été retrouvées sur place, comme les statues colossales des Dioscures avec leurs chevaux qui ornent aujourd'hui la Piazza del Quirinale. Ces statues ont probablement été placées dans les thermes lors de la restauration de 443. On peut également citer les statues en bronze d'un pugiliste et d'athlètes exposées de nos jours dans le Palais Massimo alle Terme et deux statues de Constantin, l'une placée actuellement dans la basilique Saint-Jean-de-Latran et l'autre Piazza del Campidoglio avec une statue de son fils Constant Ier.

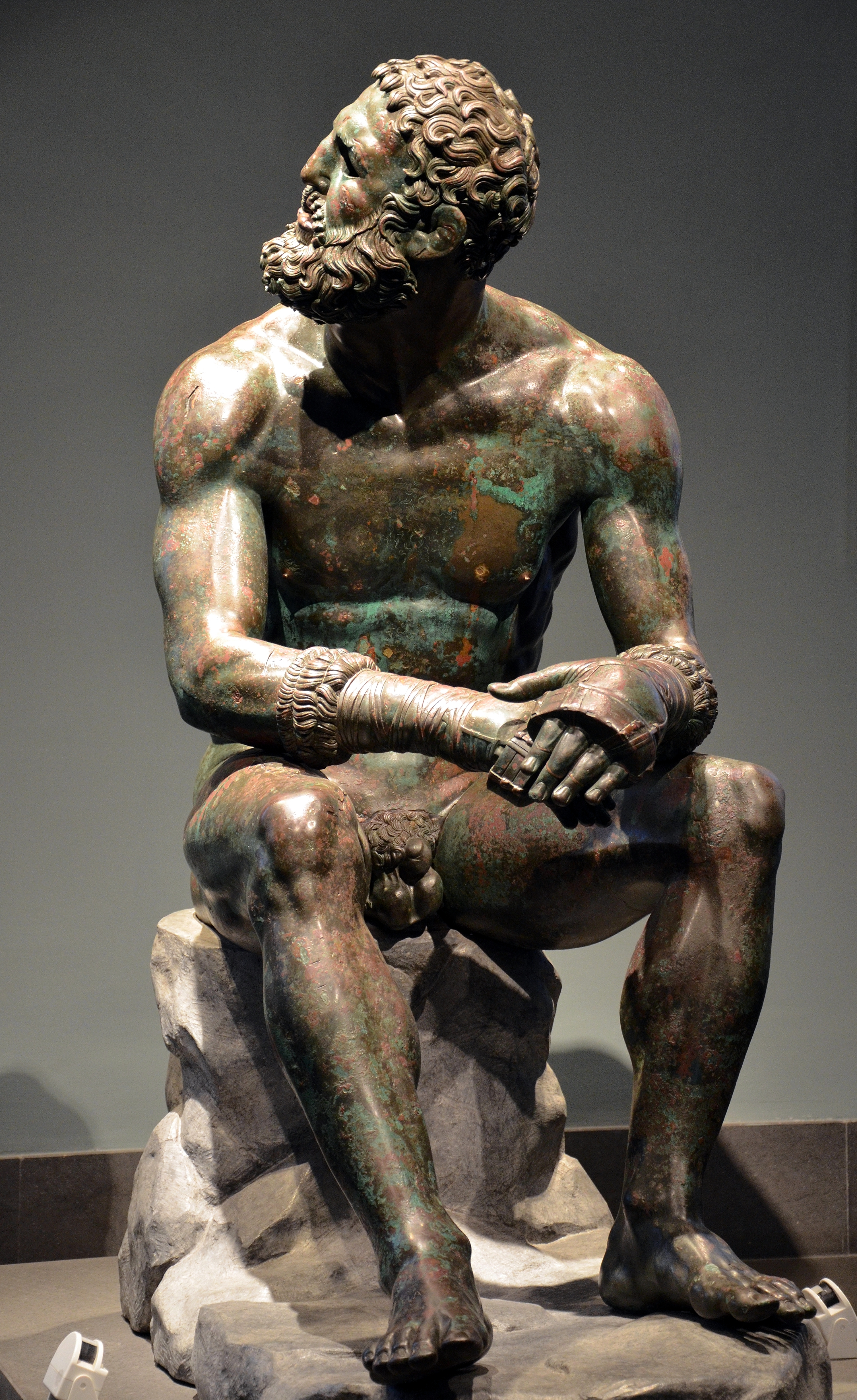
Pugiliste des Thermes.
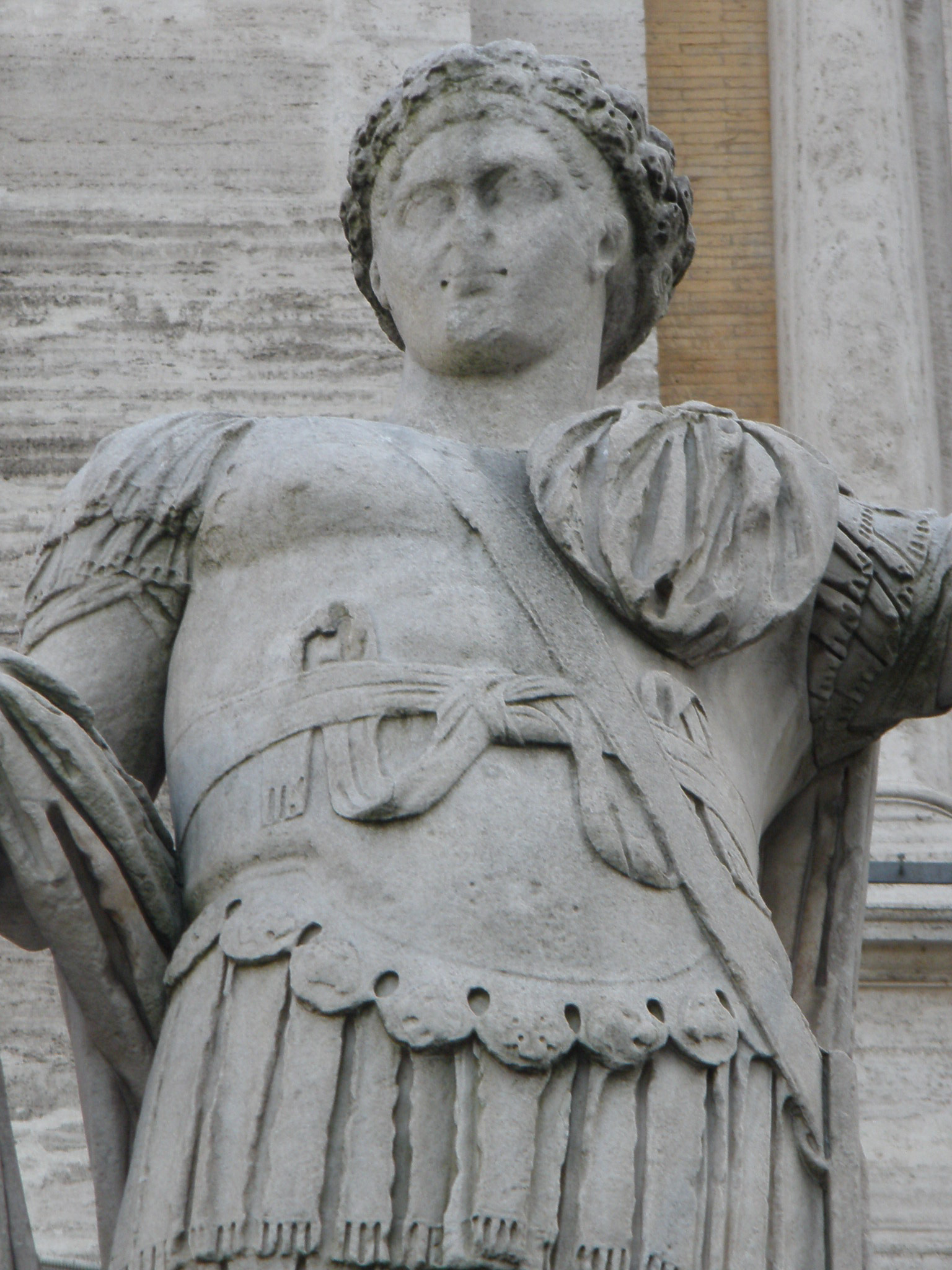
Statue de Constantin sur le Capitole.
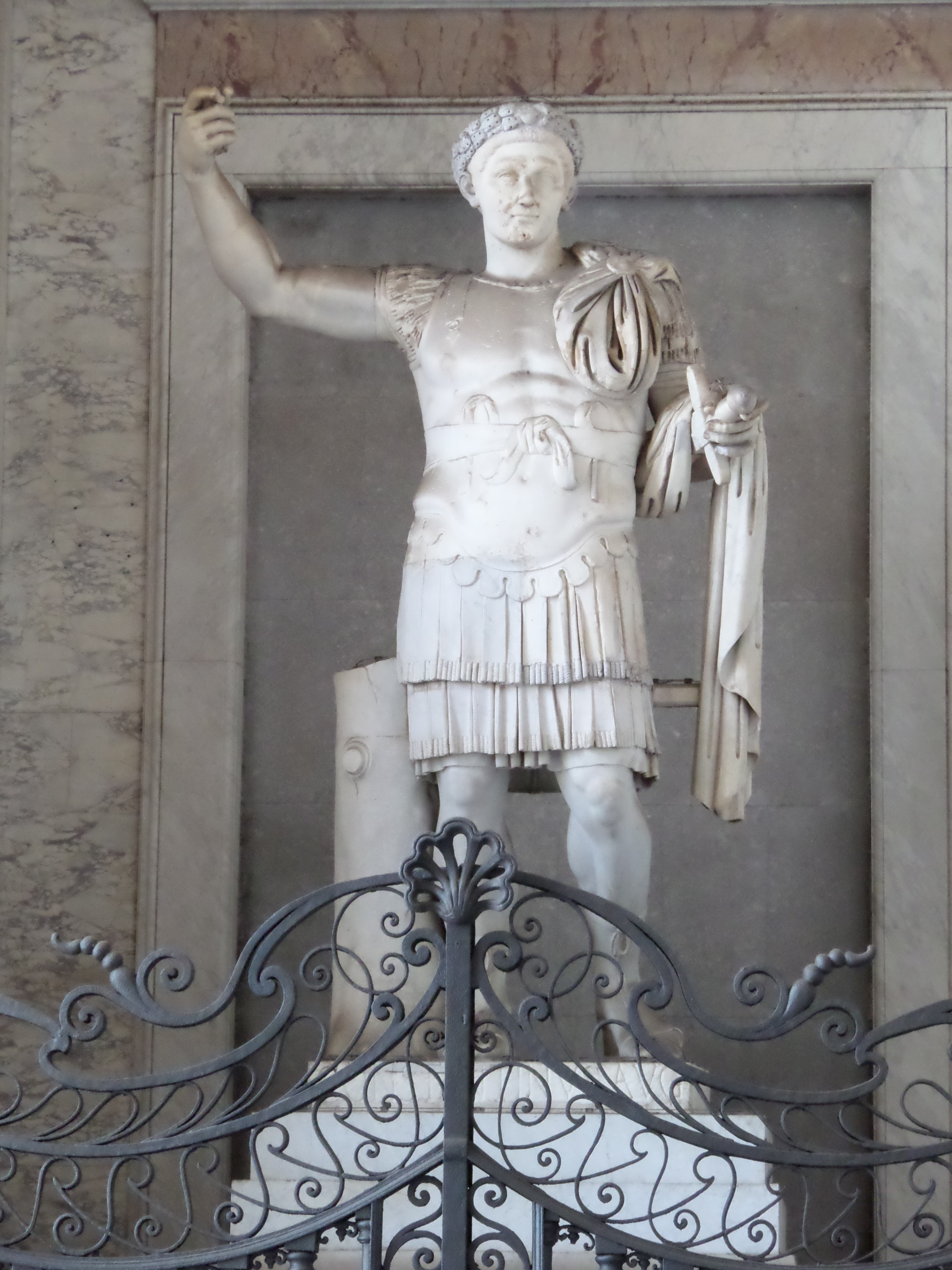
Statue de Constantin du Latran.